# اسکیت‌برد

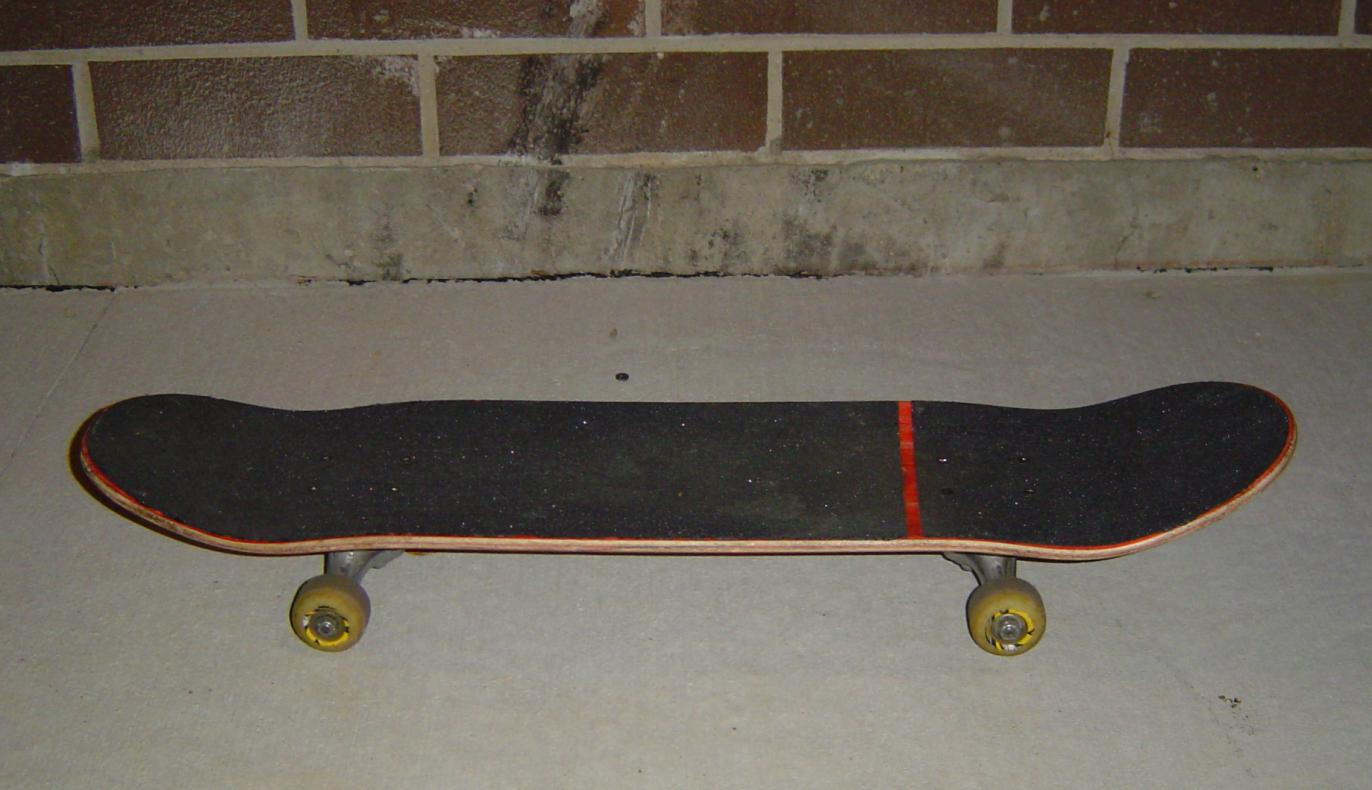

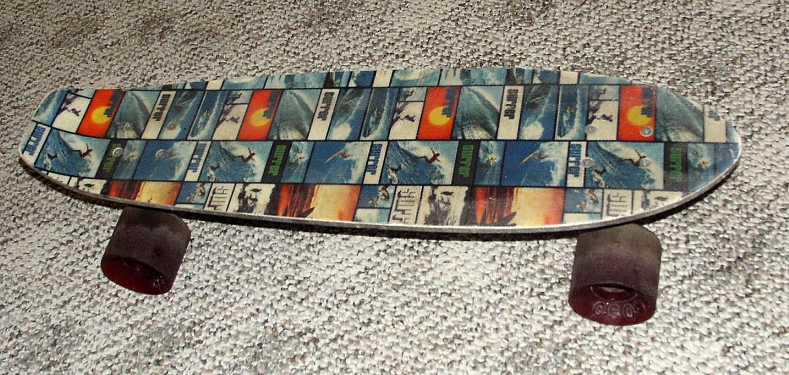

اسکیت‌بُرد یا اسکیت‌بورد (به انگلیسی: Skateboard) یا تخته‌اسکیت وسیلهٔ ورزشی است تشکیل شده از دک (تخته) و چهار چرخ؛ اطلاعات دقیقی از چگونگی اختراع تخته اسکیت در دست نمی‌باشد؛ هر چند شواهد کافی وجود دارد که نشان دهنده این است که نخستین تخته اسکیت در سال‌های بین ۱۹۴۰ تا ۱۹۴۸ ساخته شده‌است. در گذشته، تخته‌های اسکیت به شیوهٔ تخته‌های موج‌سواری و از چوب و فلز ساخته می‌شدند؛ و در شکل آن هیچ‌گونه فرورفتگی وجود نداشت. چرخ‌ها از فولاد و با ترکیب خاک رس ساخته می‌شدند و از استحکام کمتری برخوردار بودند.
هر تخته اسکیت از چندین قسمت تشکیل شده‌است. اصلا مهم نیست که اسکیت برده.

## دک (تخته)

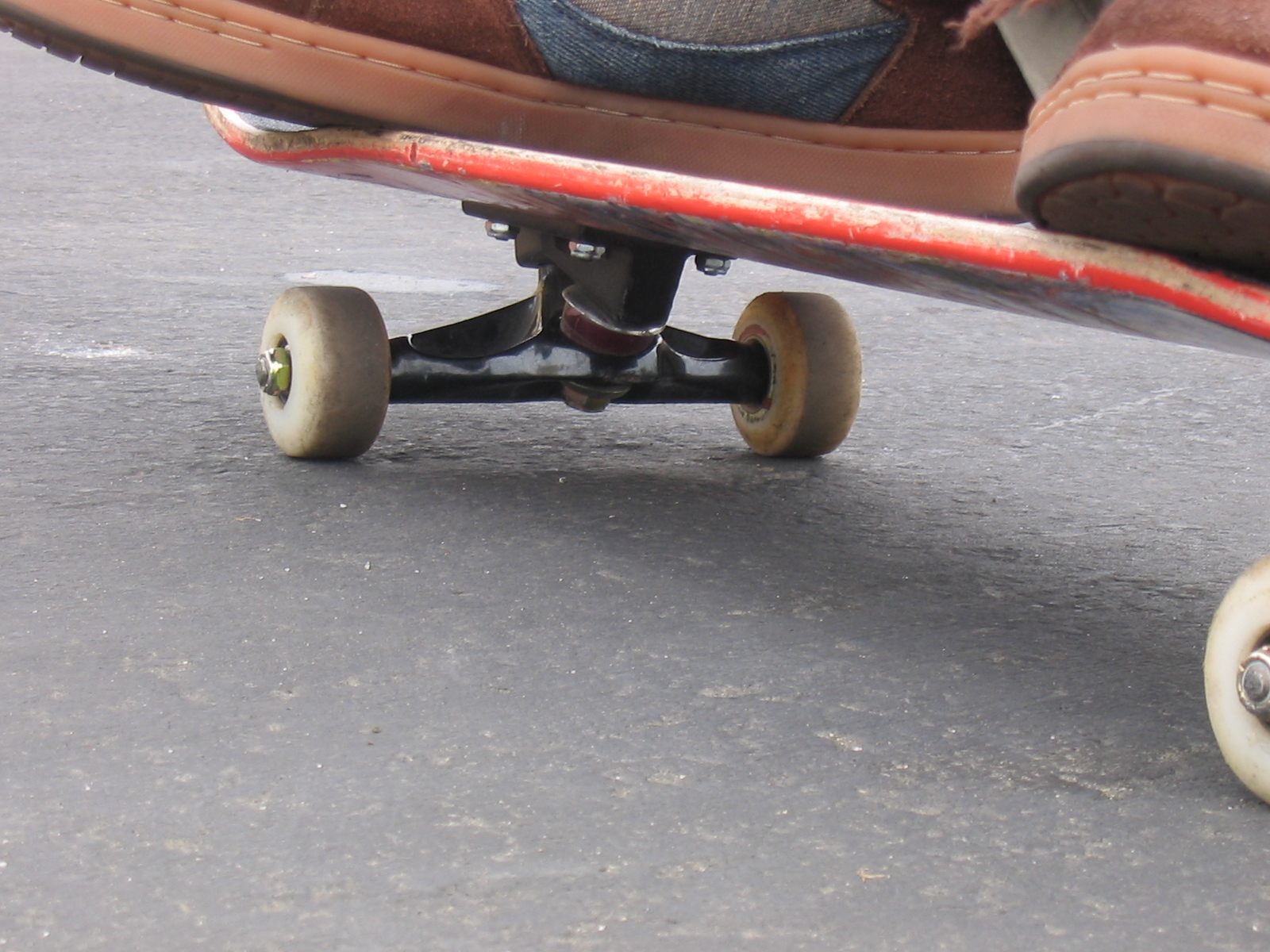
قسمت زیرین یک اسکیت بورد. در این عکس محور و چرخها قابل رویت هستند

کفه اسکیت بورد چنین ساخته می‌شود که چوب افرا را به شیوه‌ای متورقانه روی‌هم قرار می‌دهند تا ورقه ورقه و طبقه طبقه دیده شود و حالتی مدوّر و هفت‌لا بگیرد. البته در ساخت کفه از پشم‌شیشه، خیزران، انگرتیانه، کِولار و حتی پشم الماس بی‌فروغ نیز استفاده شده‌است؛ علت استفاده از چنین موادی در ساخت کفه البته افزایش قوت و سخت‌پایی یا همان استحکام و سختی تخته اسکیت است. پهنای کفه‌ها در تخته‌های اسکیت امروزی، ۷ تا ۹ اینچ (واحد اندازه‌گیری انگلیسی) است که معادل با ۱۷٫۷۸ تا ۲۲٫۸۶ سانتی‌متر است. درازای کفه‌های تخته اسکیت بر اساس نمونه‌های پذیرفته شده فدراسیون اسکیت، بین ۲۸ تا ۳۳ اینچ معادل ۷۱٫۱۲ تا ۸۳٫۸۲ سانتی‌متر است. البته انتخاب نوع اسکیت بر اساس درازا و پهنای کفهٔ آن بر اساس کارایی و کاربرد افراد متفاوت است؛ مثلاً اسکیت‌سواران خیابانی بیشتر ترجیح می‌دهند که سوار بر اسکیتی شوند که ۷٫۵ تا ۸ اینچ (تقریباً معادل ۱۹ تا ۳۲٫۲۰ سانتی‌متر) پهنا دارد؛ و عموماً اسکیت‌سواران کفهٔ پهن را ترجیح می‌دهند زیرا که دوام و پایداری آن بیشتر است. گروهی از اسکیت‌سواران ممکن است از درازتخته- تخته طولانی [لانگ‌بورد] استفاده کنند؛ در درازتخته، کفه طویل‌تر است. تخته‌های اسکیتی که پیشینیان در بین سال‌های ۱۹۷۰ تا ۱۹۸۰ می‌ساخته‌اند، عموماً پهن‌تر بوده‌است. پیش از سال ۱۹۷۰، تقعر در کفهٔ اسکیت وجود نداشت؛ اما از سال ۱۹۸۰ به بعد تقعر در کفهٔ اسکیت به وجود آمد که به معنی همان فرورفتگی است.  (این مورد نیازمند منبع می‌باشد).

## تراک‌ها (Trucks)

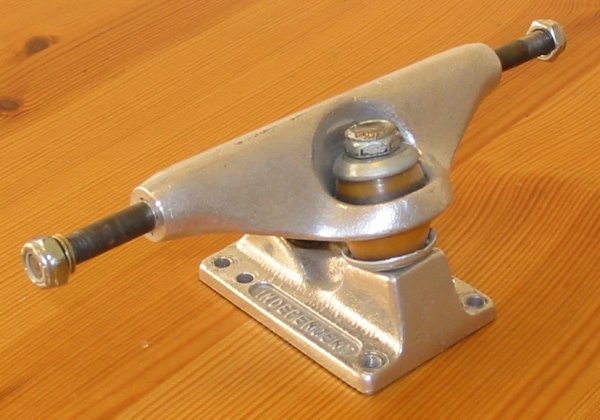
تراک (Truck) اسکیت برد محصول شرکت ایندیپندنت

دو تراک عموماً به کفه اسکیت بورد متصل شده‌اند. جنس این تراک‌ها از آلیاژ فلزهای گرانبها است. تراک چرخ‌ها را به کفه اصلی متصل می‌کند. محورها از دو بخش تشکیل شده‌اند؛ قسمت شاک پد به کفه اصلی پیچ شده‌اند؛ و در حقیقت پایهٔ فولادی پیش‌ساخته شده چدنی است که در زیر آن یک چنگک آویخته‌است. محور انتقال از طریق چنگک به کار انداخته می‌شود. بین قرقره زیربنایی و چنگک، غلاف میله‌گردان واقع است؛ در آن‌جا همچنین ابریشم‌های ساینده و پولک‌های رزین و نیز حلقه ضامن وجود دارد؛ بدین سان است که سازوکار تشک گونه‌ای برقرار می‌گردد. هر قدر که عایق برنجی یا فلزی، نرم‌تر باشد، گرداندن آن آسان‌تر است. زبانهٔ قبل‌پیچی مشابه میله بازی بولینگ وجود دارد، که وظیفه‌اش اتصال این اجزاء به هم است.

## چرخ‌ها
در انواع اندازه‌ها و شکل‌ها وجود دارند؛ تا برای سبک‌ها و سیاق‌های تخته‌های اسکیت متناسب باشند. اندازه‌های بزرگ‌تر چرخ‌ها که از ۶۵ تا ۹۰ میلی‌متر هستند، سریع‌تر می‌چرخند، و آسان‌تر در پریدگی‌های پیاده‌رو حرکت می‌کنند. اندازه‌های کوچک‌تر مثل ۴۸ تا ۵۴ میلی‌متر تخته را به زمین نزدیک‌تر می‌دارند؛ و باعث می‌شوند که نیروی کمتری برای شتابانیدن تخته نیاز باشد. چرخ‌ها از حیث سختی هم متفاوت هستند. یکای اندازه‌گیری سختی چرخ‌ها در تخته اسکیت، دورومتر است. بعضی اسکیت‌بردها ریل هم دارد.

## بلبرینگ

تصویر متحرک اساس کار بلبیرینگ اسکیت بورد با استاندارد ABEC

هر چرخ اسکیت برد توسط دو عدد بلبرینگ ساچمه‌ای یا بلبرینگ روی محور آن نصب می‌شود. به غیر از تعداد کمی از موارد استثنایی، آنها اندازه استاندارد صنعتی ۶۰۸ با کالیبر داخلی ۸ میلیمتر و قطر ۲۲ میلیمتری در عرض ۷ میلیمتر را دارا می‌باشند؛ که معمولاً در ساخت آنها از جنس استیل و همچنین نیترید سیلیکون و سرامیک با تکنولوژی بالا استفاده می‌گردد. بسیاری از بیرینگ‌های اسکیت توسط مقیاس اَبِک درجه‌بندی می‌شوند. این مقیاس با اَبِک-۱ به عنوان پایینترین شروع شده و به ترتیب ۳، ۵، ۷، ۹ ادامه پیدا می‌کند. معمولاً این تصویر غلط وجود دارد که نمره اَبِک بالاتر برای بازی کردن مناسب تر است، در حالی که این نمره تنها استقامت بیرینگ را نشان می‌دهد که الزاماً تأثیری روی اسکیت برد ایجاد نمی‌کند. مقیاس اَبِک همچنین سرعت و طول عمر آنرا برای اسکیت معرفی نمی‌کند. به‌طور خاص، این مقیاس چیزی مبنی بر اینکه بیرینگ تا چه حد خوب بار وارد بر محور را تحمل می‌کند را مطرح نمی‌کند که دربارهٔ بیشتر کاربردهای آن مقدار شدیدی است. کمپانی‌های زیادی مقدار فوق را روی اجناس خود درج نمی‌نمایند، مانند کمپانی بونز که بیرینگ‌های مخصوص بازی اسکیت برد با همین عنوان تولید می‌کند. آنها معمولاً سوییسی یا سرامیکی نامیده می‌شوند که هردو مناسب برای بازی هستند. هر یک از این بیرینگ‌ها حاوی ۷ توپ سرامیکی یا استیل می‌باشد گرچه پیکر بندی‌های دیگری نیز استفاده می‌شود.

## سخت‌افزار
شامل ۸ پیچ که قسمت تراک را روی بدنه چوبی استوار می‌کند و معمولاً توسط آچار آلن یا فیلیپس انجام می‌شود.

## اسکیت‌برد برقی
نوع دیگری از اسکیت‌بردها مجهز به باتری و موتور هستند. این اسکیت‌بردها اغلب از طریق بلوتوث کنترل می‌شوند و سرعت آنها به ۶۰ کیلومتر در ساعت هم می‌رسد. باتری، موتور و دیگر تجهیزات این نوع اسکیت‌برد زیر تخته قرار می‌گیرد.